# Salacgrīva
Salacgrīva (németül: Salismünde, lívül: Salatsi) kikötőváros Lettországban.

## Fekvése
Salacgrīva Rigától 105 km-re északra, Valmierától pedig 95 km-re nyugatra fekszik a Salaca folyó torkolatánál a Rigai-öböl partján, mindössze 15 km-re az észt határtól.

## Története
Salatsi a Rigai-öböl mentén elterülő, a 6-tól a 13. századig létező lív államnak, Metsepolenek fontos települése volt. A lív államot a Kardtestvérek rendje 1206-ban számolta fel. 1207-ben a településen Albert rigai püspök várat építtetett, ekkor kapta a Salacgrīva nevet (a grīva szó torkolatot jelent lettül).
A 18. század háborúi elnéptelenítették a települést, amely csupán 1870 után vált ismét jelentőssé, amikor az oroszok kimélyítették a Salaca torkolatát és tengeri kikötőt építettek. Salacgrīva Vidzeme fontos kikötőjévé vált, jelentős gabona, fa és kenderszállítmányok indultak innen; a kikötőben évente 200 hajó is megfordult. 1909-től a hajóforgalom fokozatosan visszaesett a Riga–Valka-vasútvonal megnyitását követően.
A második világháború után Salacgrīvában épült fel a lett halászati flotta halfeldolgozó üzeme, ami ismét fellendítette a város fejlődését.
A település 1928-ban kapott városi jogokat. A 2009-es közigazgatási reformig Lettország Limbaži járásához tartozott.

## Salacgrīva testvérvárosai
- Handewitt, Németország
- Jarplund-Weding, Németország (2008 óta Handewitt városrésze)
- Nyköping, Svédország